# Rheinische Notarkammer
Rheinische Notarkammer ist eine Notarkammer im Rheinland mit Sitz in Köln.

## Geschichte
Die Einrichtung von Notarkammern wurde in den Rheinlanden erstmals unter Napoleon vorgesehen, und zwar durch das sogenannte Ventôse-Gesetz vom 16. März 1803 sowie die Verordnung betreffend die Notarkammern vom 24. Dezember 1803. Auf dieser Grundlage wurde für jedes der 15 rheinischen Arrondissements eine eigene Notarkammer eingerichtet, so etwa für die Arrondissements Köln, Bonn, Aachen, Crefeld und Cleve. 
Mit der im Jahre 1822 erlassenen Rheinischen Notar-Ordnung wurden die Notarkammern wieder abgeschafft. 
Die 1937 erlassene Reichsnotarordnung sah wieder örtliche Notarkammern vor. Dabei wurde für die Oberlandesgerichtsbezirke Düsseldorf und Köln jeweils eine eigene Notarkammer eingerichtet. Um die Einheit des rheinischen Notariats zu wahren und besser an die Arbeit des kurz zuvor aufgelösten Rheinischen Notarvereins anknüpfen zu können, errichteten die beiden Notarkammern eine gemeinschaftliche Geschäftsstelle in Köln, und zwar in den Geschäftsräumen des ehemaligen Notarvereins.
Im November 1949 entstand die Rheinische Notarkammer durch Zusammenlegung der Notarkammern Düsseldorf und Köln.
Die Rheinische Notarkammer zeichnet sich durch die Besonderheit aus, dass sie sowohl Nur-Notare als auch Anwaltsnotare (im Landgerichtsbezirk Duisburg mit Ausnahme des linksrheinischen Duisburg-Rheinhausen sowie im Amtsgerichtsbezirk Emmerich) als Mitglieder hat.